# Grauer Portugieser
Grauer Portugieser ist eine Weißweinsorte. Aus ihr entstand wahrscheinlich durch Mutation die Sorte Grüner Portugieser. Die nahezu vergessene Rebsorte rückte wieder in den Blickpunkt, als Ferdinand Regner et al. im Jahr 1997 nachwiesen, dass die Neuzüchtung Jubiläumsrebe aus einer Kreuzung von Grauer Portugieser und Frühroter Veltliner entstand. Fritz Zweigelt hatte sich im Jahr 1922 intensiv mit den Möglichkeiten der Sorte auseinandergesetzt.
Siehe auch den Artikel Weinbau in Österreich sowie die Liste von Rebsorten.

## Synonyme
Die Rebsorte Grauer Portugieser ist auch unter den Namen Oporto szürke, Portugalske sede, Rane sede, Sedak und Sedy portugal bekannt.

## Ampelographische Sortenmerkmale
In der Ampelographie wird der Habitus folgendermaßen beschrieben:
- Die Triebspitze ist offen. Sie ist nur spinnwebig behaart. Die grünen Jungblätter mit bronzierten Stellen sind glänzend
- Die großen mittelgrünen Blätter sind dreilappig bis fünflappig. Die Stielbucht ist U-förmig offen. Das Blatt ist spitz gesägt. Die Zähne sind im Vergleich der Rebsorten eng bis mittelweit gesetzt. Die Blattoberfläche (auch Spreite genannt) ist glatt oder nur leicht blasig.
- Die walzenförmige Traube ist mittelgroß bis groß und dichtbeerig. Die rundlichen Beeren sind klein bis mittelgroß und von rot-grauer Farbe.

Die früh austreibende Rebsorte reift ca. 6 Tage nach dem Gutedel und gilt somit innerhalb der weißen Rebsorten als früh reifend, so dass sie auch in verhältnismäßig kühlen Lagen ausreifen kann.